# Marcus Maurer
Marcus Maurer (* 22. Mai 1966 in Kaufbeuren; † 31. Juli 2024 vermutlich bei Cannobio) war ein deutscher Dermatologe, Allergologe und Hochschullehrer.

## Leben
Von 1986 bis 1994 studierte Maurer Medizin an der Johannes Gutenberg-Universität Mainz und der Freien Universität Berlin. 1994 wurde er mit der Dissertation Mastzellen als Wachstumsmodulatoren am Modell des murinen Haarzyklus promoviert. Von 1995 bis 1998 war Marcus Maurer als Postdoc und DFG-Stipendiat am Department of Experimental Pathology am Beth Israel Deaconess Hospital und an der Harvard Medical School in Boston tätig. 2000 wurde er Facharzt für Dermatologie und Venerologie, ab 2003 mit der Zusatzbezeichnung Allergologie. Im Jahr 2003 habilitierte sich Maurer an der Universitäts-Hautklinik Mainz mit dem Thema Warum haben wir Mastzellen?

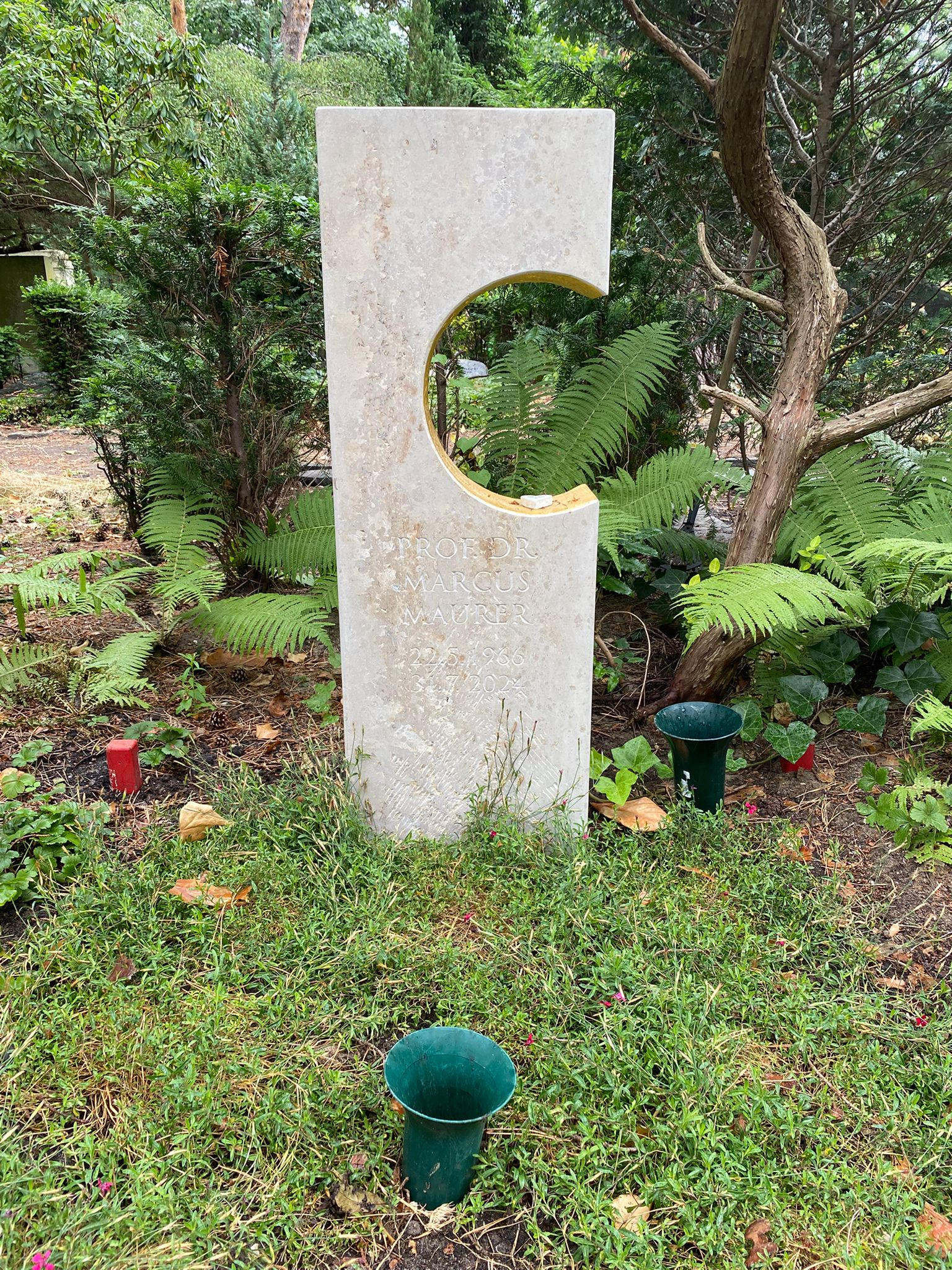
Grabstätte auf dem Waldfriedhof Dahlem

Erste praktische Erfahrungen sammelte Marcus Maurer als Assistenzarzt ab 1994 an der Hautklinik des Virchow-Klinikums der FU Berlin und der Universitäts-Hautklinik in Mainz, wo er 1999 die Leitung der AG Mastzelle und der Urtikaria-Sprechstunde übernahm. In den folgenden Jahren leitete er dort als Oberarzt das Zentrum für Immundermatologie. 2004 wechselte Marcus Maurer an die Klinik für Dermatologie, Venerologie und Allergologie der Charité – Universitätsmedizin Berlin und übernahm die stellvertretende Leitung des Allergie-Centrums-Charité. 2005 wurde er dort zum Professor für dermatologische Allergologie berufen und 2007 zum Direktor für Forschung ernannt. Ab 2021 leitete Maurer gemeinsam mit Torsten Zuberbier das Institut für Allergieforschung der Charité und den Berliner Standort des Fraunhofer-Instituts für Translationale Medizin und Pharmakologie.
Am 31. Juli 2024 brach der verheiratete Marcus Maurer zu einer Wanderung am Monte Giove (1298 m) am Lago Maggiore auf, von der er nicht zurückkehrte. Nach 38 Tagen wurde sein Leichnam am 6. September 2024 in einem Bachlauf am Monte Giove entdeckt. Maurer wurde auf dem Waldfriedhof Dahlem beigesetzt.

## Forschung
Der klinische Schwerpunkt von Marcus Maurer waren Mastzell-vermittelte entzündliche Erkrankungen der Haut, wie Urtikaria, Mastozytose, Pruritus und Angioödem. Seine wissenschaftliche Arbeit beschäftigte sich mit der Biologie von Mastzellen, Neuroimmunologie, Entzündungsmechanismen, angeborener Immunität und Immuntoleranz. Dabei deckte er sowohl Grundlagenforschung und präklinische Entwicklung als auch klinische Studien und praxisorientierte Forschung ab. Marcus Maurer leitete und betreute mehr als 60 klinische Studien (Phase 1–4) und veröffentlichte mehr als 700 Publikationen in peer-reviewed Journalen, darüber hinaus 40 Bücher bzw. Buchkapitel.

## Weitere Aktivitäten
- Co-Direktor im Institut für Allergieforschung der Charité – Universitätsmedizin Berlin (seit 2021)[3]
- Arbeitsgemeinschaft Dermatologische Forschung (ADF): Mitglied und Präsident (2009–2010)[4]
- Vorstandsmitglied im Collegium Internationale Allergologicum (CIA)[5]
- Vorstandsmitglied, Mitbegründer, ehemaliger Präsident des European Mast Cell and Basophil Research Network (EMBRN)
- Vorstandsmitglied und Schatzmeister des Allergy and Asthma European Network (GA²LEN)[6]
- Mitbegründer und Mitglied des Steuerungskomitees des Urticaria Centers of Reference and Excellence[7]
- Mitglied und Mitbegründer des Urticaria Network e. V.[8]

## Veröffentlichungen (Auswahl)
- Juckreiz, Quaddeln, Nesselsucht – wenn die Haut wie Feuer brennt. Ein Ratgeber für Patienten mit Nesselsucht (Urtikaria). Akademos Wissenschaftsverlag, Hamburg 2005, ISBN 978-3-93441077-0.
- Zusammen mit Esther von Stebut, Mark Berneburg, Kerstin Steinbrink: Facharztprüfung Dermatologie und Venerologie. Thieme, Stuttgart 2020, ISBN 978-3-13242816-4.